# Pachyanthrax nimrodica
Pachyanthrax nimrodica är en tvåvingeart som beskrevs av Zaitzev 1998. Pachyanthrax nimrodica ingår i släktet Pachyanthrax och familjen svävflugor. Inga underarter finns listade i Catalogue of Life.